# Gau (suddivisione territoriale)

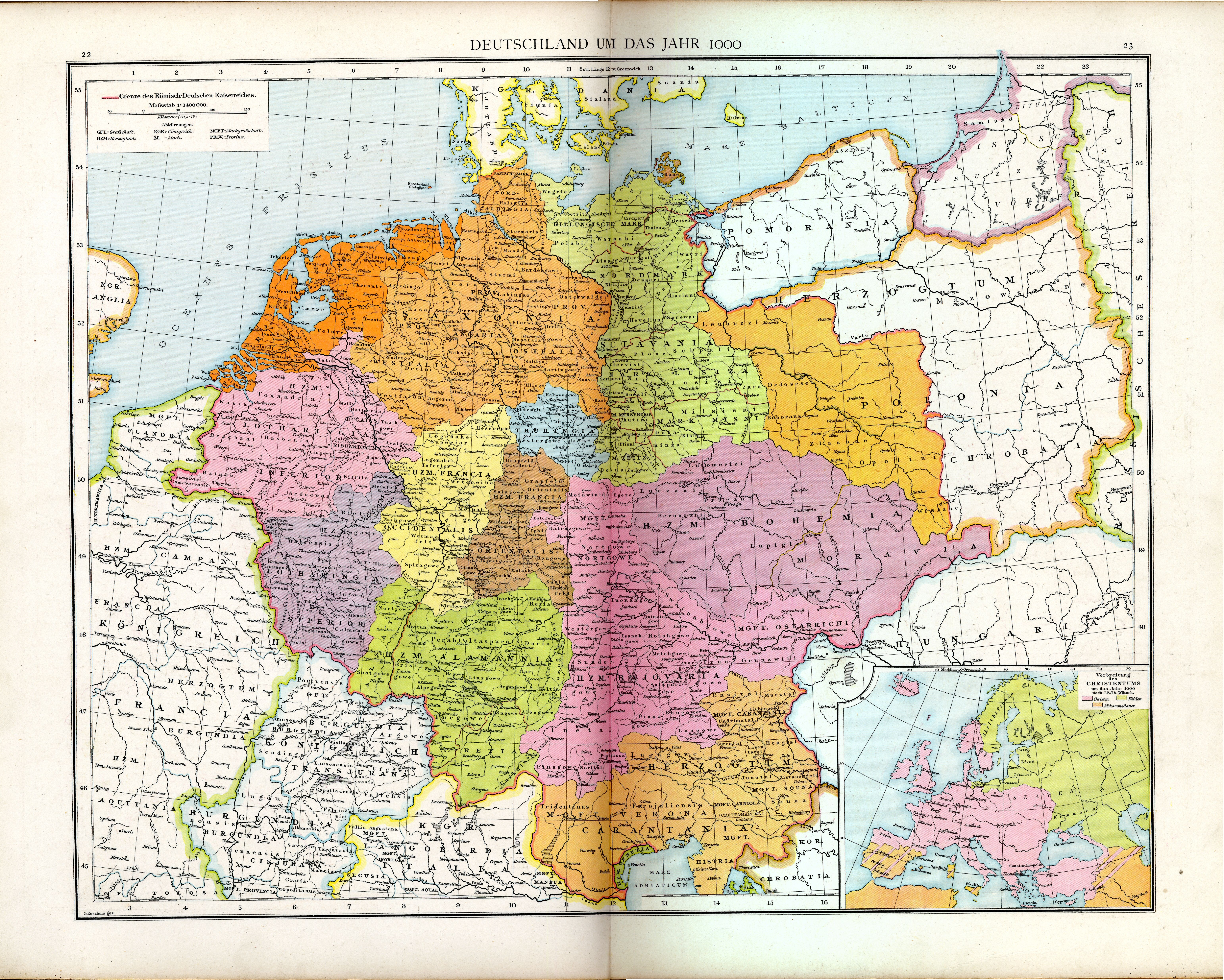
I Gaue medievali nell'Europa centrale all'incirca nell'anno 1000.

Un Gau (plurale: Gaue) è un termine tedesco che identifica una regione all'interno di una nazione o di una provincia. Era utilizzato in epoca medievale, quando corrispondeva all'incirca alle attuali contee inglesi, e il termine rientrò in uso come suddivisione amministrativa nel periodo del dominio nazista in Germania.

## Gauenel periodo medievale
In origine un Gau era un termine francese che indicava una divisione politico-geografica di una nazione. La parola è la radice germanica del latino pagus, il villaggio. Da qui, il Gau è analogo al pays della Francia feudale. Nel medio alto tedesco si diceva gou e in lingua gotica gawi. Altre parole equivalenti in altre lingue sono Gouw in olandese (come Hetware / 'Hettergouw'), Go in frisone, Gô in antico sassone; in italiano riprendendo la radice gotica diviene il suffisso -govia di molti toponimi germanici soprattutto svizzeri, Breisgau-Brisgovia, Aargau-Argovia, Thurgau-Turgovia. In inglese altresì è reso con il suffisso *Ge dell'antico inglese, che sopravvive in nomi come Vange o come Surrey (Sutherge = "terra del sud").
Il termine Gau o Gäu è collegato ad un altro termine geologico tedesco e nome di luogo, Au e Aue, che in antico alto tedesco era ouwe.
Nelle terre di lingua tedesca ad est del Reno, il Gau formava l'unità amministrativa dell'impero carolingio, durante il IX e X secolo. Molti territori come questi evolsero in seguito in quello che divenne conosciuto come Grafschaft, il territorio di un Graf, o conte; il conte era in origine un governatore nominato dall'alto, ma la posizione divenne poi ereditaria, come quella dei vassalli.

## Gauenel periodo nazista
Il termine Gau tornò in vita negli anni venti, come nome dato alle regioni amministrative della Germania nazista. Il Gau era la principale regione amministrativa del partito nazista (NSDAP), creata dallo statuto del partito del 22 maggio 1926. Ogni Gau era guidato da un Gauleiter; i 32 gaue originali erano coincidenti con i preesistenti Länder e le province prussiane.
Nel 1938 tutta la Germania era divisa in circa 30 Gaue. A seguito della soppressione delle istituzioni politiche dei Länder nel 1935, il Gau era divenuto de facto la regione amministrativa di governo, e ogni Gauleiter aveva poteri significativi all'interno del proprio territorio.
Con l'annessione tedesca dei territori circostanti, a partire dalla fine degli anni trenta, fu creata anche una nuova unità di amministrazione civile, il Reichsgau. Dopo il successo della Campagna di Francia nel 1940, l'Alsazia-Lorena fu riannessa alla Germania. L'ex dipartimento della Mosella fu incorporato nel Gau della Saar-Palatinato, mentre il Basso Reno e l'Alto Reno furono incorporati al Gau di Baden. Similmente, l'ex stato indipendente del Lussemburgo fu annesso a Koblenz-Trier, e i territori belgi di Eupen e Malmedy furono annessi a Köln-Aachen.

### IReichsgaue
I territori di lingua tedesca annessi alla Germania dal 1938 furono organizzati in Reichsgaue. Diversamente dai Gaue preesistenti, i nuovi Reichsgaue combinarono formalmente le sfere dell'amministrazione civile e di partito.
Dopo l'annessione dell'Austria nel 1938, la nazione, ridenominata Ostmark, fu suddivisa in sette Reichsgaue, che coincidevano all'incirca con i vecchi Länder: il Tirolo e il Vorarlberg furono uniti nel "Tirolo-Vorarlberg" (mentre il Tirolo Orientale passò alla Carinzia), il Burgenland venne diviso tra Stiria e "Basso Danubio", nuovo nome della Bassa Austria. L'Alta Austria cambiò nome in "Alto Danubio", il che portò all'eliminazione del nome "Austria" dalle cartine geografiche. Furono effettuati anche piccoli cambiamenti di confini, il più significativo dei quali fu la grande espansione del territorio ufficiale di Vienna, a spese del "Basso Danubio".
I territori settentrionali e orientali annessi dalla Cecoslovacchia smembrata furono organizzati nel Reichsgau dei Sudeti, mentre il territorio del sud fu annesso ai Reichsgaue del Basso e Alto Danubio.
Dopo l'invasione della Polonia nel 1939, i territori persi con il Trattato di Versailles, insieme ad altri territori adiacenti, furono riannessi alla Germania come Reichsgau Danzig-Westpreußen (Danzica-Prussia Occidentale, che comprendeva anche l'ex Città Libera di Danzica) e Reichsgau Wartheland.

## Termini geografici legati a "Gau"
Il termine medievale Gau (talvolta Gäu; gouw in olandese) è sopravvissuto come componente secondaria dei nomi di alcune regioni, alcune che prendono nome da fiumi, in Germania, Austria, Alsazia (Francia), Svizzera, Trentino, Alto Adige, Basso Piemonte, v. Gavi Ligure(Italia), Belgio e Paesi Bassi.
- Aargau-Argovia
- Allgäu-Algovia
- Bardengau
- Breisgau-Brisgovia
- Buchsgau
- Chiemgau
- Eastergoa e Westergoa in Frisia, Fivelgo vicino a Fivel nella provincia di Groninga
- Elsgau
- Flachgau
- Gau Algesheim
- Gäuboden
- Haistergäu
- Haspengouw
- Hegau
- Hennegau/ (olandese) Henegouwen (in francese Hainaut) (Annonia talvolta in italiano)
- Illergäu
- Kraichgau
- Linzgau
- Lungau
- Pinzgau
- Pongau
- Rammachgau
- Rheingau
- Prättigau-Prettigovia
- Tennengau
- Torgau
- Thurgau-Turgovia
- Sisgau
- Sundgau
- Vinschgau (in italiano Val Venosta e non Vinsgovia)
- Wasgau
- Wormsgau
- Zabergäu

## Letteratura
È da notare che la traduzione tedesca de Il Signore degli Anelli scelse di non utilizzare il termine Gau per la traduzione di "contea", a causa dell'associazione del termine col nazismo.